# Traité de Pelindaba
- États ayant ratifié le traité au 17 août 2009 ;
- Autres États de l'Union africaine.

Traité de Bangkok (1995) Traité d'interdiction complète des essais nucléaires (1996)
Le traité de Pelindaba, dont le nom complet est Traité sur la zone exempte d'armes nucléaires en Afrique, est un traité qui – sous l'égide de l'Organisation de l'unité africaine – a été ouvert à la signature au Caire le 11 avril 1996 avec l'objectif de créer une zone exempte d'armes nucléaires en Afrique (ZEANA).
Le traité - du nom de Pelindaba en Afrique du Sud - est entré en vigueur à la date du 15 juillet 2009, lorsque le nombre de 28 signataires a été atteint.

## Dispositions du traité
Selon les termes du traité, les États-parties s'engagent à :
- renoncer à mettre au point, fabriquer, stocker, acquérir ou posséder des dispositifs explosifs nucléaires[3] (article III);
- interdire le stationnement de dispositifs explosifs nucléaires (article IV) ;
- interdire les essais de dispositifs explosifs nucléaires (article V) ;
- déclarer, démonter, détruire ou convertir les dispositifs explosifs nucléaires et les installations permettant leur fabrication (article VI) ;
- interdire le déversement de déchets radioactifs (article VII) ;
- promouvoir les activités nucléaires pacifiques et vérifier leur utilisation pacifique (article VIII et IX) ;
- protéger physiquement les matières et installations nucléaires (article X) ;
- contrôler le respect des engagements via la Commission africaine de l'énergie atomique (article XII).

Enfin, le traité a une durée illimitée et tout État qui désire s'en retirer doit fournir un préavis de 12 mois.
Le traité comporte trois protocoles additionnels :
- le protocole I demande aux cinq puissances nucléaires reconnues par le traité de non-prolifération (la Chine, les États-Unis, la France, le Royaume-Uni et la Russie) de ne pas utiliser ou menacer d'utiliser un dispositif explosif nucléaire contre les États parties du traité et contre tous les territoires compris dans la zone couverte par le traité.
- le protocole II demande aux cinq puissances nucléaires reconnues par le TNP de ne pas tester de dispositif explosif nucléaire dans la zone couverte par le traité.
- le protocole III demande aux États qui sont de jure ou de facto responsables de territoires situés dans la zone (à savoir, l'Espagne et la France) d'appliquer les dispositions du traité sur ces territoires.

## Originalité par rapport aux autres zones exemptes d'armes nucléaires
Le traité comporte plusieurs originalités par rapport aux autres accords du même type :
- Contrairement aux autres traités instituant des zones exemptes d'armes nucléaires, le traité de Pelindaba utilise le terme « dispositif explosif nucléaire » plutôt qu'« arme nucléaire ». Ce terme couvre « toute arme nucléaire ou tout dispositif explosif capable de libérer l'énergie nucléaire » ; toutefois, il « ne couvre pas les moyens de transports ou les vecteurs de ces armes ou de ces dispositifs » (art.I).
- Chaque État-partie reste libre de décider d'autoriser ou non le transit d'armes ou de dispositifs explosifs nucléaires via son territoire.
- Un de ses États-parties, l'Afrique du Sud, a détenu l'arme atomique secrètement et y a renoncé volontairement.
- Une clause spéciale interdit le déversement de déchets radioactifs sur le territoire des États-parties.

## Étendue géographique
La ZEANA couvre l'ensemble du continent africain ainsi que les îles suivantes : 
- l'île d'Agalega (faisant partie la république de Maurice);
- l'archipel des Chagos, dont l'île de Diego Garcia, (que le Royaume-Uni considère comme faisant partie du territoire britannique de l'océan Indien mais qui est aussi revendiquée par Maurice) ;
- l'atoll de Bassas da India, l'île Europa, l'île Juan de Nova, Mayotte, l'île de La Réunion et l'île Tromelin (faisant partie de la France) ;
- le Cap-Vert ;
- les îles Canaries (territoire espagnol) ;
- les Comores ;
- Madagascar ;
- Maurice et l'île Rodrigues appartenant à cet État ;
- l'archipel du Prince-Edouard (appartenant à l'Afrique du Sud) ;
- Sao Tomé-et-Principe ;
- les Seychelles ;
- l'archipel de Zanzibar (appartenant à la Tanzanie)[4].

## Historique
En 1961, l'Assemblée générale des Nations unies a adopté une résolution demandant à ses États-membres de respecter le statut de zone dénucléarisée du continent africain. En 1964, l'Organisation de l'unité africaine (OUA) adopte la Déclaration sur la dénucléarisation de l'Afrique. 
Il a cependant fallu attendre la décision de l'Afrique du Sud de se séparer de ses armes nucléaires et d'abolir l'apartheid en 1991 pour que des négociations puissent s'engager entre les États du continent en vue de faire de l'Afrique une zone exempte d'armes nucléaires. En juin 1995, à Johannesbourg, le texte final du futur traité est approuvé par le Groupe d'experts mis en place à cet effet. Le 23 juin de l'année suivante, les chefs d'État africains approuvent le texte final du projet de zone exempte d'armes nucléaires en Afrique. Finalement, le 11 avril 1996, au Caire, en Égypte, tous les chefs d'État de l'OUA signent le traité sur la zone exempte d'armes nucléaires en Afrique.
Par la suite, le processus de ratification s'est avéré particulièrement long. En effet, deux ans après la signature, seuls huit États (l'Afrique du Sud, l'Algérie, le Burkina Faso, la Gambie, la Mauritanie, Maurice, la Tanzanie et le Zimbabwe) avaient ratifié le texte. En 2005, la ratification du traité par la Libye à la suite de l'annonce de sa renonciation à son programme nucléaire militaire, portait le nombre de ratifications à vingt. 
Le traité est entré en vigueur le 15 juillet 2009, lorsque le nombre de 28 signataires a été atteint.

## Origine du nom du traité
Le traité a pris le nom de Pelindaba à la suite de la proposition d'un des négociateurs sud-africains, recueillant l'assentiment des autres négociateurs en raison du double sens du mot. En effet, d'une part, le mot « pelindaba » vient de l'expression zouloue phelile indaba, qui peut se traduire par « le problème, la discussion est réglée » ou « l'incident est clos ». D'autre part, Pelindaba est également le nom de la localité (située à une trentaine de kilomètres de Johannesbourg) où se trouvait le centre de recherche nucléaire où furent conçues, construites et entreposées les armes nucléaires sud-africaines. 
Ainsi, donner ce nom à la ZEANA permettait de symboliser le changement de politique de l'Afrique du Sud en ce qui concerne les armes nucléaires, changement qui avait permis de relancer les négociations en vue de faire du continent une zone exempte d'armes nucléaires.

## Adhésions au traité et à ses protocoles
Le traité est entré en vigueur le 15 juillet 2009 lorsqu'a été atteint le nombre de 28 signataires.

### Adhésions au traité
| État                                    | Signature       | Ratification      |
| Afrique du Sud                          | 11 avril 1996   | 13 mars 1998      |
| Algérie                                 | 11 avril 1996   | 23 décembre 1997  |
| Angola                                  | 11 avril 1996   | -                 |
| Bénin                                   | 11 avril 1996   | 17 juillet 2007   |
| Burundi                                 | 11 avril 1996   | 15 juillet 2009   |
| Botswana                                | 9 juin 1998     | 13 mars 1998      |
| Burkina Faso                            | 11 avril 1996   | 12 mai 1998       |
| Cameroun                                | 11 avril 1996   | 28 septembre 2010 |
| Cap-Vert                                | 11 avril 1996   | -                 |
| Comores                                 | 11 avril 1996   | 24 juillet 2012   |
| République du Congo                     | 27 janvier 1997 | 16 novembre 2013  |
| Côte d'Ivoire                           | 11 avril 1996   | 20 mai 1999       |
| Djibouti                                | 11 avril 1996   | -                 |
| Égypte                                  | 11 avril 1996   | -                 |
| Érythrée                                | 11 avril 1996   | -                 |
| Éthiopie                                | 11 avril 1996   | 18 février 2008   |
| Gabon                                   | 11 avril 1996   | 18 mai 2007       |
| Gambie                                  | 11 avril 1996   | 3 septembre 1996  |
| Ghana                                   | 11 avril 1996   | 27 juillet 2011   |
| Guinée                                  | 11 avril 1996   | 26 mai 1999       |
| Guinée équatoriale                      | -               | 19 février 2003   |
| Guinée-Bissau                           | 11 avril 1996   | 4 janvier 2012    |
| Kenya                                   | 11 avril 1996   | 15 novembre 2000  |
| Lesotho                                 | 11 avril 1996   | 6 mars 2002       |
| Liberia                                 | 9 juillet 1996  | -                 |
| Libye                                   | 11 avril 1996   | 12 février 2005   |
| Madagascar                              | -               | 23 décembre 2003  |
| Malawi                                  | 11 avril 1996   | 23 avril 2009     |
| Mali                                    | 11 avril 1996   | 27 mai 1999       |
| Maroc                                   | 11 avril 1996   | -                 |
| Maurice                                 | 11 avril 1996   | 19 avril 1996     |
| Mauritanie                              | 11 avril 1996   | 10 janvier 1998   |
| Mozambique                              | 11 avril 1996   | 26 mars 2008      |
| Namibie                                 | 11 avril 1996   | 1er mars 2012     |
| Niger                                   | 11 avril 1996   | 22 fevrier 2007   |
| Nigeria                                 | 11 avril 1996   | 20 avril 2000     |
| Ouganda                                 | 11 avril 1996   | -                 |
| République centrafricaine               | 11 avril 1996   | -                 |
| République arabe sahraouie démocratique | 20 juin 2006    | 27 janvier 2014   |
| République démocratique du Congo        | 11 avril 1996   | -                 |
| Rwanda                                  | 11 avril 1996   | 23 janvier 2007   |
| Sao Tomé-et-Principe                    | 9 juillet 1996  | -                 |
| Sénégal                                 | 11 avril 1996   | 20 septembre 2006 |
| Seychelles                              | 9 juillet 1996  | -                 |
| Sierra Leone                            | 11 avril 1996   | -                 |
| Somalie                                 | 23 février 2006 | -                 |
| Soudan                                  | 11 avril 1996   | -                 |
| Eswatini/Swaziland                      | 11 avril 1996   | 13 novembre 1996  |
| Tanzanie                                | 11 avril 1996   | 27 mai 1998       |
| Tchad                                   | 11 avril 1996   | 18 janvier 2012   |
| Tunisie                                 | 11 avril 1996   | 7 octobre 2009    |
| Togo                                    | 11 avril 1996   | 28 juin 2000      |
| Zambie                                  | 11 avril 1996   | 18 août 2010      |
| Zimbabwe                                | 11 avril 1996   | 9 février 1998    |
| Total                                   | 54              | 38                |

- La République arabe sahraouie démocratique est reconnue par l'Union africaine et a, à ce titre, signé le traité. Cependant, n'étant pas reconnue par l'Organisation des Nations unies, elle n'a pas de statut légal au regard du traité de non-prolifération.

### Adhésions au protocole I
Le protocole I demande aux cinq puissances nucléaires reconnues par le traité de non-prolifération de ne pas utiliser ou ne pas menacer d'utiliser un dispositif explosif nucléaire contre les États parties du traité de Pelindaba et contre tous les territoires compris dans la zone couverte par celui-ci.
| État        | Signé le        | Ratifié le       |
| Chine       | 11 avril 1996   | 6 septembre 1996 |
| États-Unis  | 11 avril 1996   | -                |
| France      | 11 avril 1996   | 31 juillet 1997  |
| Royaume-Uni | 11 avril 1996   | 27 février 2001  |
| Russie      | 5 novembre 1996 | -                |

### Adhésions au protocole II
Le protocole II demande aux cinq puissances nucléaires reconnues par le TNP de ne pas tester de dispositif explosif nucléaire dans la zone couverte par le traité de Pelindaba.
| État        | Signé le        | Ratifié le       |
| Chine       | 11 avril 1996   | 6 septembre 1996 |
| États-Unis  | 11 avril 1996   | -                |
| France      | 11 avril 1996   | 31 juillet 1997  |
| Royaume-Uni | 11 avril 1996   | 27 février 2001  |
| Russie      | 5 novembre 1996 | -                |

Les États-Unis ont signé les protocoles I et II du traité ajoutant cependant qu'ils se réserveraient le droit de répondre à une attaque biologique ou chimique par un État-partie du traité de Pelindaba, par tous les moyens, y compris l'utilisation d'armes nucléaires.
La Russie a refusé de ratifier les protocoles I et II du traité en raison du litige sur le statut de l'île de Diego Garcia qui est contrôlée par le Royaume-Uni et utilisée par les États-Unis comme base militaire. Selon l'interprétation de ces deux pays, Diego Garcia n'est pas concerné par le traité de Pelindaba. L'île est pourtant réclamé par Maurice comme faisant partie intégrante de son territoire.

### Adhésions au protocole III
Le protocole III demande aux États qui sont de jure ou de facto responsables de territoires situés dans la zone (à savoir, l'Espagne et la France) d'appliquer les dispositions du traité sur ces territoires.
| État    | Signé le      | Ratifié le      |
| France  | 11 avril 1996 | 31 juillet 1997 |
| Espagne | -             | -               |